# Fénix (Wrestler)
Fénix (* 30. Dezember 1990 in Mexiko-Stadt, Mexiko) ist ein mexikanischer Luchador beziehungsweise Wrestler. Zur Tradition des Lucha Libre gehört auch die Geheimhaltung des Geburtsnamens. Fénix tritt derzeit in der mexikanischen Liga Asistencia Asesoría y Administración (AAA) an. Als Rey Fénix ist er zudem aktuell in den US-amerikanischen Ligen All Elite Wrestling (AEW) und  World Wrestling Entertainment (WWE) bekannt. Bei der letzteren steht er zur Zeit unter Vertrag.
Er war einer der Stars der Fernsehshow Lucha Underground auf dem El Rey Network, wo er erster Gift of the Gods Champion wurde und als erster Wrestler alle drei Titel der Promotion hielt. Er ist ehemaliger AAA Mega Champion.

## Wrestling-Karriere

### Anfänge in Mexiko
Fénix stammt aus einer mexikanischen Wrestlingfamilie. Sein Vater war der Wrestler Fuego, seine Brüder sind Niño de Fuego und Pentagón Jr. Er begann ab 2005 als Máscara Oriental („orientalische Maske“) in verschiedenen Indepentligen in Puebla, Pachuca und Querétaro anzutreten. Auf Einladung des Blue Demon Jr. arbeitete er anschließend für NWA Mexico und für Crazy Boys Promotion Desastre Total Ultraviolento (DTU), bevor er einen Vertrag mit Asistencia Asesoría y Administración (AAA) abschließen konnte.

### Asistencia Asesoría y Administración (seit 2011)
In der AAA nahm er den Namen Fénix an, benannt nach dem mythischen Vogel Phönix, und bekam eine neue Maske. Er stieg dort vom Midcarder zum Main Eventer auf und durfte den AAA Fusión Championship 2013 im Rahmen eines Turniers gewinnen. Der Titel wurde später mit dem AAA Cruiserweight Championship zum AAA World Cruiserweight Championship vereinigt. Am 25. August 2018 durfte Fénix mit der AAA Mega Championship den höchsten Titel der Promotion von Jeff Jarrett gewinnen. Die Regentschaft hielt 420 Tage, bis er den Titel am 19. Oktober 2019 an Kenny Omega verlor. Am 16. März 2019 durfte Fénix mit Pentagón Jr. erstmals die AAA World Tag Team Championship von Los Mercenarios (El Texano Jr. und Rey Escorpion) gewinnen, die sie noch am gleichen Tag wieder an The Young Bucks verloren. Von diesen gewannen sie den Titel am 16. Juni 2019 ein zweites Mal.

### Japan (2012–2013 und 2016)
Fénix trat außerdem mehrfach in Japan auf, erstmals 2012 für die Frauenpromotion Pro Wrestling Wave, die mit der AAA kooperierte, um eine Großveranstaltung abzuhalten. 2013 trat er auf einer Tour von Pro Wrestling NOAH um den GHC Junior Heavyweight Championship an, unterlag jedoch Taiji Ishimori. 2016 trat er für Akebono Tarōs Ōdō an. Bei einem Event am 20. April 2016 musste er gegen Pentagón Jr. verlieren.

### Lucha Underground (2014–2018)
Fénix wurde einer von fünf Wrestlern aus der AAA, die bei El Rey Networks Wrestlingshow Lucha Underground mitmachen. Er debütierte in der dritten Episode der ersten Staffel und durfte ein Triple Threat Match gegen seinen Halbbruder Pentagón Jr. sowie den Wrestler Drago gewinnen. Nach einer Fehde gegen Pentagón Jr. verlor er gegen Lucha-Underground-Champion Prince Puma und begann danach eine Fehde gegen Mil Muertes. Am Höhepunkt der Staffel, der Großveranstaltung Ultima Lucha wurde Fénix erster Gift of the Gods Champion der Promotion, verlor gegen King Cuerno in der zweiten Staffel, gewann den Titel aber später wieder zurück. Anschließend wurde er dritter Lucha Underground Champion, als er gegen Mil Muertes gewinnen durfte. Er verlor nach einer Battle Royal den Titel an Matanza Cueto. Beim Staffelfinale wurde er zusammen mit Aero Star und Drago außerdem Lucha Underground Trios Champion und damit zum ersten und einzigen Triple Crown Champion von Lucha Underground.

### US-Independent-Ligen (seit 2015)
Seit 2015 tritt Fénix für verschiedene US-amerikanische Independentligen wie Pro Wrestling Guerrilla (PWG), r All American Wrestling (AAW), All American Wrestling (AAW) und Chikara Pro Wrestling an. Gemeinsam mit seinem Bruder Penta El 0M durfte er 2017 die PWG World Tag Team Championship halten.

### Impact Wrestling (2018–2019)
Im April 2018 debütierte Fénix bei Impact Wrestling. Bei einer gemeinsamen Veranstaltung von Lucha Underground und Impact Wrestling am 6. April 2018 musste er gegen seinen Bruder Pentagón Dark verlieren. In dem Triple Threat Match war auch Austin Aries beteiligt. Das erste Match bei einer reinen Impact-Wrestling-Veranstaltung folgte am 22. April 2018 bei Redemption. Wieder mit Austin Aries musste er ein Triple Threat Match um die Impact World Championship gegen Pentagón Jr. verlieren. In der Impact Wrestling-Ausgabe vom 12. Januar 2019 durfte er gemeinsam mit Pentagón Jr. die Impact Tag Team Championship von Latin American Exchange (Santana und Ortiz) gewinnen. An diese gaben sie den Titel bei Rebellion am 28. April 2019 wieder ab.

### All Elite Wrestling (2019–2024)
Gemeinsam mit Pentagón Jr. hatte Fénix seinen ersten Auftritt für die neugegründete Promotion All Elite Wrestling (AEW) bei einer Pressekonferenz am 7. Februar 2019. Ihr erstes Match für AEW bestritten sie gemeinsam bei der ersten AEW-Veranstaltung Double or Nothing am 25. Mai 2019 gegen The Young Bucks. Diese durften erfolgreich ihre AAA World Tag Team Championship verteidigen. Seitdem tritt Fénix regelmäßig bei AEW-Shows auf. Zusammen mit PAC bilden Fénix und Pentagon Jr. das Stable Death Triangle. Zusammen hielten sie die AEW World Trios Championship. Am 5. September 2021 gewann er mit Pentagón Jr. die AEW World Tag Team Championship. Am 16. Oktober verloren sie die AA World Tag Team Championship an FTR (Dax Harwood und Cash Wheeler), die sich als Luchadores verkleideten. Am 5. Januar 2022 verletzte sich Fénix als er von Luchasaurus durch einen Tisch befördert wurde und verrenkte sich den linken Ellbogen. Er konnte am 27. April 2023 wieder antreten.
Am 20. September 2023 gewann Fénix die AEW International Championship. Der überraschende Wechsel erfolgte, nachdem Titelträger Jon Moxley sich während des Matches verletzte und eine Gehirnerschütterung zuzog. Die ursprünglichen Pläne mussten daher während des Matches geändert werden, so dass Fénix überraschend seinen ersten Single-Titel in der AEW erwarb. Bei dem Match verletzte sich Fénix erneut am Ellbogen. Er konnte seinen Titel jedoch dennoch verteidigen, bis er ihn am 10. Oktober 2023 an Orange Cassidy verlor.

## Titel und Auszeichnungen
- AAW: Professional Wrestling Redefined
  - AAW Heavyweight Championship (1×)
  - AAW Tag Team Championship (2×) 1× mit Penta El Zero M und 1× mit AR Fox
- Asistencia Asesoría y Administración
  - AAA Mega Championship (1×)
  - AAA Latin American Championship (1×)
  - AAA World Cruiserweight Championship (1×)
  - AAA World Tag Team Championship (2×) mit Pentagón Jr.
  - AAA Fusión Championship (1×)
  - Erster Triple Crown Champion
- Chikara Pro Wrestling
  - King of Trios (2015) mit Aero Star and Drago
- All Elite Wrestling
  - AEW World Tag Team Championship (1×) mit Pentagón Jr.
  - AEW World Trios Championship (1× mit Pentagón Jr. und PAC als Death Triangle)
  - AEW International Championship (1×)
- The Crash
  - The Crash Cruiserweight Championship (2×)
  - The Crash Tag Team Championship (1×) mit Penta El 0M
  - Trofeo X Gym (2015)
- House Of Glory
  - HOG Tag Team Championship (1×) mit Penta El Zero M
- Impact Wrestling
  - Impact Tag Team Championship (1×) mit Pentagón Jr.
- Lucha Underground
  - Lucha Underground Gift of the Gods Championship (2×)
  - Lucha Underground Championship (1×)
  - Lucha Underground Trios Championship (1×) mit Aero Star und Drago
  - Erster Triple Crown Champion
- Major League Wrestling
  - MLW World Tag Team Championship (1×) mit Pentagón Jr.
- Perros del Mal Producciones
  - Perros del Mal Light Heavyweight Championship (2×)[16]
- Pro Wrestling Guerrilla
  - PWG World Tag Team Championship (1×) mit Penta El 0M
- Pro Wrestling Illustrated
  - Platz 22 der PWI 500 (2019)[17]
- Rockstar Pro Wrestling
  - American Luchacore Championship (1×)
- Wrestling Alliance Revolution
  - WAR World Tag Team Championship (1×) mit Penta El 0M
- Xtrem Mexican Wrestling
  - XMW Tag Team Championship (1×) mit Dark Dragon[18]
- Weitere
  - Mexico State Lightweight Championship (1×)